# À Bagacina
À Bagacina é uma localidade da freguesia das Doze Ribeiras, Concelho de Angra do Heroísmo, ilha Terceira, arquipélago dos Açores.
Vai buscar o seu nome à existência próxima de abundante presença de produtos de origem vulcânica denominados cientificamente como Bagacina ou lapilli, nome atribuído à designação aos piroclastos com dimensão máxima entre os 2 e os 64 mm.